# 原音娛樂
原音娛樂是臺灣的一家音樂製作、影像創作及唱片公司，由新加坡創作人張暐弘及歌手邱鋒澤於2017年底創辦，至今製作多首在YouTube破百萬點閱的單曲。現時旗下藝人有邱鋒澤及艾薇。

## 歷史
- 2017年，由新加坡歌手邱鋒澤與創作人好友張暐弘共同創立，邱鋒澤同時成為公司首位藝人。
- 2017年11月1日，推出邱鋒澤與黃偉晉合作單曲《斷訊》[2]，因而掀開知名度。
- 2019年，張暐弘於Instagram上發掘網路歌手采子，後於9月25日加入，成為公司第二位藝人[3]。
- 2019年11月19日，為四堅情推出首部單曲《兵變》[4]，該單曲於一個月內在YouTube平台上達成一百萬點閱。
- 2020年7月，為采子推出首部專輯《采子喃喃》[5]，並於8月2日，舉辦《采子喃喃生日音樂會》。
- 2020年7月14日，為五堅情推出首部單曲《All Day》[6]，該單曲於8日內在YouTube平台上達成一百萬點閱。
- 2020年9月，自創Youtube新頻道「原音學院」，並每兩週星期四，將維持一個月上傳兩首歌曲[7]，於2021年8月停止更新。
- 2021年4月16日，旗下女歌手謝采紋（采子）被爆出負面新聞，並未對公司說明全部事實，宣布即時終止合約關係[8]。
- 2024年1月31日，於Instagram公告試鏡消息[9]。
- 2024年3月，張暐弘正式退出公司經營[10]。
- 2024年10月，正式更名為原音娛樂股份有限公司。
- 2025年7月28日，於Instagram正式宣布女歌手艾薇加入原音娛樂。

## 旗下藝人

### 現在
| 男歌手 | 女歌手 | 團體           | 組合   |
| ------ | ------ | -------------- | ------ |
| 邱鋒澤 | 艾薇   | 五堅情 W0LF(S) | 九澤CP |

## 外部連結
- 原音娛樂官方網站
- 原音娛樂 Reason Entertainment的Facebook專頁
- 原音娛樂 Reason Entertainment的Instagram帳戶
- 原音學院 Reason Academy